# Michael McCann (Hockeyspieler)
Michael Anthony McCann (* 26. September 1977 in Sydney) ist ein ehemaliger australischer Hockeyspieler, der mit der australischen Hockeynationalmannschaft 2004 Olympiasieger war. 2002 und 2006 siegte er bei den Commonwealth Games und gewann Silber bei den Weltmeisterschaften.

## Sportliche Karriere
Der Stürmer Michael McCann trat in 165 Länderspielen für Australien an und erzielte 72 Tore.
Sein erstes großes internationales Turnier war die Weltmeisterschaft 2002 in Kuala Lumpur. Die Australier gewannen ihre Vorrundengruppe mit sieben Siegen in sieben Spielen und bezwangen im Halbfinale die Niederländer mit 4:1. Im Finale unterlagen sie der deutschen Mannschaft mit 1:2. Fünf Monate später fanden in Manchester die Commonwealth Games statt, hier gewannen die Australier im Finale mit 5:2 über die Neuseeländer.
Bei den Olympischen Spielen 2004 in Athen belegten die Australier in der Vorrunde den zweiten Platz hinter den Niederländern, im direkten Duell unterlagen die Australier mit 1:2. Im Halbfinale besiegten die Australier die spanische Mannschaft mit 6:3, in diesem Spiel erzielte McCann zwei Treffer aus dem Spiel heraus. Im Finale trafen die Australier wieder auf die niederländische Mannschaft und gewannen mit 2:1 in der Verlängerung durch Sudden Death. Zwei Jahre danach bei den Commonwealth Games in Melbourne besiegten die Australier im Finale die pakistanische Mannschaft mit 3:0. Zum Abschluss seiner internationalen Karriere nahm Michael McCann an der Weltmeisterschaft 2006 in Mönchengladbach teil. Die Australier gewannen ihre Vorrundengruppe vor den Spaniern und bezwangen im Halbfinale die Südkoreaner mit 4:2. Im Finale unterlagen sie den Deutschen mit 3:4.